# Athyrium goeringianum
Athyrium goeringianum là một loài thực vật có mạch trong họ Woodsiaceae. Loài này được (Kunze) T. Moore miêu tả khoa học đầu tiên năm 1860.